# Sachs 1

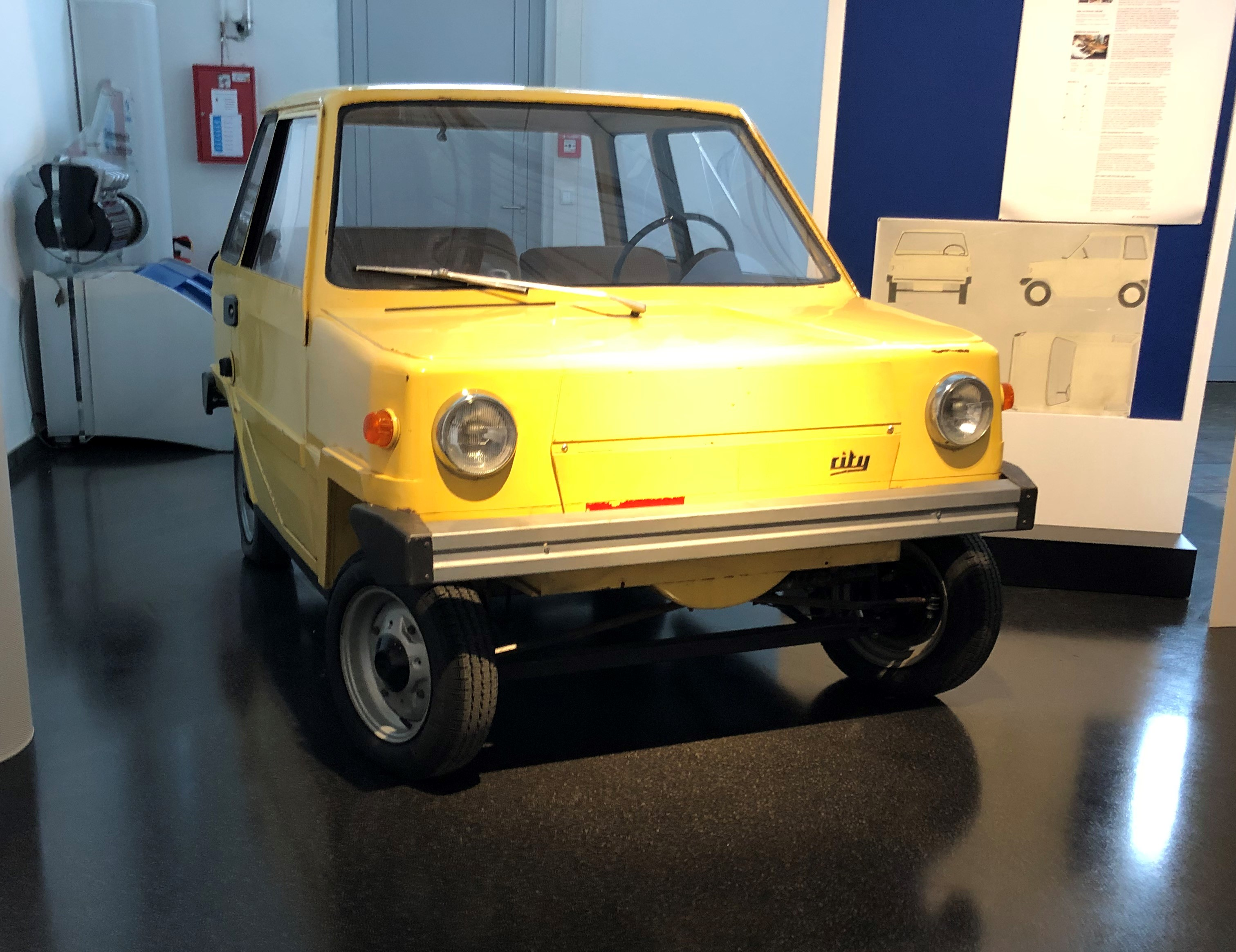
Sachs 1 City in der Sachs-Ausstellung Schweinfurt

Der Sachs 1 war ein Prototyp der Fichtel und Sachs AG für einen Kleinstwagen für Stadtfahrten, der sparsam sein sollte, winzig, wendig und trotzdem geräumig.
Die Idee zum Sachs 1 entstand 1973 im Zuge der ersten Ölkrise und sollte neue Geschäftsfelder erschließen. Des Weiteren sollten neue Einsatzbereiche für den Wankelmotor gefunden werden. der von Fichtel und Sachs in Lizenz zum Einsatz in Motorrädern und Motorseglern gebaut wurde. Die Idee von Playboy und Aufsichtsratsmitglied Gunter Sachs, einen Beach Buggy für die Strände der Côte d’Azur zu bauen, stieß auf Ablehnung.
Der Sachs 1 wurde 1975 der Firmenleitung unter strengster Geheimhaltung präsentiert und war ausschließlich als Technologieträger gedacht. Er blieb somit ein Prototyp. Die Karosserie wurde bei Porsche gefertigt, als Antrieb diente ein Wankelmotor.
Das Kleinstwagen-Programm wurde 1976 gestoppt. Die Lizenzgebühren für den Wankelmotor waren zu hoch und gefährdeten den wirtschaftlichen Erfolg des Fahrzeugs. Die allgemeine schlechte Marktdurchdringung von Wankelmotoren war zudem sehr gering und der Ölpreis normalisierte sich, was zu einer erhöhten Nachfrage nach größeren Fahrzeugen führte.
Ein weiterer Grund, warum die Produktion des Sachs 1 nie aufgenommen wurde, lag darin, dass Sachs sich durch die Herstellung von Automobilen zum Konkurrenten seiner Kunden aus der Zulieferertätigkeit gemacht hätte. Langfristig hätten die belieferten Kunden den Zulieferer gewechselt und damit Sachs alle Aufträge gestrichen.

## Technische Daten
- Motor: Wankelmotor
- Baujahr: 1975
- Sitzplätze: 3 (vorne)
- Gewicht: 550 kg
- Stückzahl: 1